# 山野本竜規
山野本 竜規（やまのもと たつのり、1976年5月27日 - ）は、日本のフリーアナウンサー・神社神職。
福岡県福岡市生まれ、本籍は沖縄県那覇市。実家は神社であり本人も神社本庁の神職資格を持つ。大正大学卒業後、1999年に日本海テレビジョン放送にアナウンサーとして入社した。退社後、皇學館大学神道学専攻科を修了した。在学中は、伊勢市のケーブルテレビ局アイティービーでニュース番組、特別番組の専属キャスターとして在籍しテレビ出演する傍ら伊勢神宮の奉職も兼任。
2006年4月に琉球放送へ中途採用で入社し、アナウンサーとしてテレビ・ラジオ番組のMCなどを担当した。RBC在職時のブログはアナウンサーの中で一番アクセス数が多く現在でも別のブログを継続している。
2007年第32回JNN・JRNアノンシスト賞CMナレーション部門 優秀賞（実質上の最優秀作品に送られる賞）
2008年11月に琉球放送を休職し家族の看護に従事する。
2009年3月に一旦復職したが、同年3月31日をもって家族の介護と家業の引き継ぎのため琉球放送を退社した。家族の介護、家業の引き継ぎが落ち着いた後、１年間オーストラリアで生活、帰国後は地元沖縄を拠点にフリーアナウンサー、神社神職として介護離職問題や心の在り方の講演活動など多分野で活動している。

## 主な出演番組

### 琉球放送
- テレビ・ラジオニュース
- News i（キャスター）
- みのもんたの朝ズバッ！（沖縄エリア中継）
- ちゅらグルメ（MC）
- ミュージックサプリ（MC）
- OKINAWAN MUSIC
- 土曜サプリ (土 7:00-9:30)
休職中は他のアナウンサー等が代理出演し、本人は2009年1月3日放送に電話出演した。4月以降も番組継続が決定していたが、3月21日の放送で、急遽次回限りで終了することがアナウンスされ、28日放送をもって終了した。終了した当番組の後継には、小林真樹子アナがコーナーの一部を引き継ぐ形で「土曜日のタマネギ」と題して放送されている。
- チムどんぱあく（12時台ニュースアナウンサー）
- 一人語り劇場（日曜 16:45 - 16:55）
- 桜坂でCHAGWA

### 琉球放送退社後の番組
- 山野本竜規 人生のヒント! (土 19:00-19:30)　2011年4月-